# Золотухин, Геннадий Иванович
Геннадий Иванович Золотухин (20 августа 1931, Тербуны — 1 августа 2008, Большое Болдино, Нижегородская область) — советский и российский историк, музейный деятель. Организатор литературно-мемориального музея А. С. Грина. Многолетний сотрудник, директор литературно-мемориального и природного музея-заповедника А. С. Пушкина «Болдино». Заслуженный работник культуры Российской Федерации (1996).

## Биография
Родился 20 августа 1931 в селе Тербуны Тербунского района Липецкой области. Окончил историческое отделение историко-филологического факультета Воронежского государственного университета в 1957 году. 
С конца 1950-х годов работал в школах Симферополя и в Крымском областном архиве. С 1960 года – старший инспектор управления культуры Крымского облисполкома. С 1970 года организатор и директор  литературно-мемориального музея А.С. Грина в Феодосии. 
С 1974 года – первый заместитель директора Государственного музея А. М. Горького в Горьком. С 1979 года – директор Государственного литературно-мемориального и природного музея-заповедника А. С. Пушкина «Болдино» в селе Большое Болдино Нижегородская области. С 2001 года – заместитель директора по научной работе Государственного литературно-мемориального и природного музея-заповедника А.С. Пушкина «Болдино».
Умер 1 августа 2008 года. Похоронен в Большом Болдино.

## Научная деятельность
Автор музейных концепций, ряда публикаций в пушкиноведческих изданиях. Один из организаторов научной конференции «Болдинские чтения», по материалам которых выпущено 20 научных сборников. Член Всероссийского Пушкинского общества.

## Награды
- Заслуженный работник культуры Российской Федерации (13.06.1996) За заслуги перед государством и многолетний добросовестный труд[5].
- медаль А. С. Пушкина (1999).
- Лауреат Пушкинской премии (1999).
- Лауреат премии города Нижнего Новгорода (2005).
- Почетный гражданин села Большое Болдино (2006).

## Семья
- Бывшая жена— Диана Сергеевна Берестовская (1934 — 2020) — советский, украинский и российский культуролог и филолог, профессор.

- Дочь — Вероника Геннадиевна Шевчук (род. 1958, Симферополь), заслуженный художник АР Крым, кандидат философских наук, доцент кафедры декоративного искусства Крымского инженерно-педагогического университета[6].
- Внучка — Мария Алексеевна Шевчук-Черногородова (род. 1982, Симферополь), художник, кандидат филологических наук, доцент кафедры теории и практики перевода Института иностранной филологии Таврической академии КФУ им. В. И. Вернадского[7].